# Санакари
Санакари (дарг. Санахъари) — село Дахадаевского района Дагестана. Входит в сельское поселение Сельсовет Ицаринский.

## География
Расположено в 17 км к югу от районного центра с. Уркарах, на р. Уллучай.

## История
В 1947 г. населённый пункт ликвидирован, все население переселено в село Сулевкент (быв. Майртуп) Шурагатского района. В 1957 г. восстановлен в связи с возвращением жителей. В 1966 г. большая часть жителей переселена в с. Зеленоморск Карабудахкентского района.

## Население
| 1888 | 1895 | 1926 | 1939 | 1970 | 1989 | 2002 |
| ---- | ---- | ---- | ---- | ---- | ---- | ---- |
| 131  | ↗133 | ↗178 | ↗208 | ↘49  | ↘7   | ↗50  |
| 2010 | 2021 |      |      |      |      |      |
| ↘0   | →0   |      |      |      |      |      |